# Hydrochara
Genre
Hydrochara est un genre d'insectes coléoptères de la famille des Hydrophilidae, de la sous-famille des Hydrophilinae. Ces hydrophiles fréquentent les eaux douces stagnantes ou à faible courant.

## Liste d'espèces
En Europe, selon Fauna Europaea (7 févr. 2015) :
- Hydrochara caraboides
- Hydrochara dichroma
- Hydrochara flavipes
- Hydrochara semenovi

En Amérique du Nord, selon ITIS (7 févr. 2015) :
- Hydrochara brevipalpis Smetana, 1980
- Hydrochara grandis Zimmermann, 1869
- Hydrochara leechi Smetana, 1980
- Hydrochara lineata (LeConte, 1855)
- Hydrochara obtusata (Say, 1823)
- Hydrochara occulta (Orchymont, 1933)
- Hydrochara rickseckeri (Horn, 1895)
- Hydrochara simula Hilsenhoff and Tracy, 1982
- Hydrochara soror Smetana, 1980
- Hydrochara spangleri Smetana, 1980